# Шумаускас, Мотеюс Юозович
Мотеюс Юозович Шумаускас  (лит. Motiejus Šumauskas; 2 (15) ноября 1905 года, Ковно — 28 мая 1982 года, Вильнюс) — советский государственный и партийный деятель, председатель Совета Министров Литовской ССР (1956—1967), председатель Президиума Верховного Совета Литовской ССР (1967—1975).

## Биография
Член коммунистической партии Литвы с 1924 года. В 1926—1928 гг. — служба в рядах армии Литвы.
С 1928 года — секретарь подпольного райкома компартии Литвы. В 1929 году — политзаключённый. В 1930 году заочно окончил международную Ленинскую школу.
С 1930 года — секретарь подпольного ЦК комсомола Литвы. В 1931 году за революционную деятельность осужден на 6 лет каторги, в 1939 году заключён в концлагерь. 
В 1940 году — председатель Центрального бюро профсоюзов и заместитель министра труда, в 1940—1946 годах — заместитель председателя Совета Народных Комиссаров Литовской ССР и одновременно в 1940—1941 годах — нарком местной промышленности республики.
В годы Великой Отечественной войны (1941—1944) — в Красной Армии. Один из руководителей партизанского движения в Литве. В декабре 1942 года в качестве командира оперативной группы Литовского штаба партизанского движения был переброшен в немецкий тыл на территорию Белоруссии, а оттуда в апреле 1943 года прибыл во главе этой группы и партизанского отряда на оккупированную территорию Литвы. Возглавляемый им партизанский отряд «Жальгирис» был одним из наиболее активным в Литве. Под руководством Шумаускаса в 1943 году число советских партизан в Литве выросло с 1400 до свыше 10 000 человек С 6 января 1944 года — первый секретарь Северного подпольного обкома КП(б) Литвы.
- 1945—1950 годы — заместитель председателя Совета Министров, председатель Госплана Литовской ССР.
- 1950 год — первый секретарь Шяуляйского областного комитета КП(б) Литвы.
- 1953 год — первый заместитель Председателя Совета Министров Литовской ССР.
- 1954—1956 годы — второй секретарь ЦК КП Литвы.
- 1956—1967 годы — председатель Совета Министров Литовской ССР.
- 1967—1975 годы — председатель Президиума Верховного Совета Литовской ССР.

С января 1976 года — персональный пенсионер союзного значения.
Депутат Верховного Совета СССР 2−9-го созывов. Делегат XX, XXII, XXIII, XXIV съездов КПСС. Кандидат в члены ЦК КПСС (1956—1976).

## Награды
- Герой Социалистического Труда (14.11.1975)
- 6 орденов Ленина (22.03.1944; 20.07.1950; 5.04.1958; 1.10.1965; 27.08.1971; 14.11.1975)
- орден Октябрьской Революции (12.12.1973)
- орден Отечественной войны 1-й степени (8.04.1947)
- орден Трудового Красного Знамени (14.11.1955)
- медаль «За трудовую доблесть» (25.12.1959)
- медаль «Партизану Отечественной войны» 1-й степени (17.04.1945)
- другие медали